# Ranunculus stenorhynchus
Ranunculus stenorhynchus är en ranunkelväxtart som beskrevs av Adrien René Franchet. Ranunculus stenorhynchus ingår i släktet ranunkler, och familjen ranunkelväxter. Inga underarter finns listade i Catalogue of Life.